# Политичка сатира
Политичка сатира је специјализована за добијање забаве из политике, и такође је коришћена уз субверзивну намеру где су политички говор и неслагање забрањени од стране режима, као метода промовисања политичких аргумената где су такви аргументи строго забрањени. Политичка сатира се обично разликује од политичког протеста или политичког неслагања јер не садржи нужно дневни ред нити тражи да утиче на политички процес. Иако повремено може, обично има за циљ да забави. По својој природи ретко нуди конструктивни поглед на себе, када је коришћена као део протеста или неслагања. Има тенденцију да једноставно нађе грешке у стварима више него што даје решења.

## Порекло и жанрови
Сатира се може пратити из историје, где год су постојале организована влада и друштвене категорије ту је и била сатира. Најстарији пример који је преживео до данас је Аристофан. У његово време сатира је циљала највише политичаре као што је Клеон и религију у то време на челу са Зевсом. Сатира и узнемиравање су прогресивно напали чак и основне и најсветије чињенице вере, водећи до повећане сумње према религији од стране опште популације. Римски период нам, на пример, даје сатиричне поеме и епиграме Марцијала. Цинични филозофи су се често нашли у политичким сатирама. Због недостатка политичке слободе и говора у многим античким цивилизацијама тајна сатира је чешћа него отворена сатира у античким литературама политичког либерализма. Историјски, на људско мишљење у атинској демократији је доста утицала политичка сатира која је извођена од стране комичних песника и у позориштима. Гледање или читање сатире је од античког доба било један од најбољих начина да се разуме култура и друштво.
Током 20. И 21. века сатира се нашла у све већем броју медија (у цртаћима као политички цртаћи са тешким карикатурама и претеривањем, и у политичким часописима) и паралелно приказивање политичких скандала у извођењима (укључујући телевизијске емисије). Примери укључују музичаре као што је Том Лехлер, групе које уживо наступају као што је „Кораци капитола“ и „Моната“; као и јавна телевизија и човек који уживо наступа Марк Расел. Додатни поджанрови укључују класике литературе као што су Гуливерова путовања и Животињска фарма и најновији интернет Езине и интернет сајтови као што је Onion. 

## 19. век

### Француска
Један пример је летак Мориса Жолија 1864. године под насловом Дијалог у паклу између Макијавелија и Монтескјеа који напада политичке амбиције Наполеона III.
У комаду је доста коришћено књижевних уређаја за дијалог између две дијаболе у паклу, историјске карактере Макијавелија и Монтескјеа да би заташкао директни и илегални напад на Наполеонову владавину. Племенити барон Монтескје је направио случај за либерализам. Политички писац Флорентин је представио Макијавелијев случај као случај циничног деспотизма. На тај начин Џоли наговештава на скривене начине у којима либерализам може да представи деспота као Наполеона III. Како год, сам „Принц“ је такође некад био схваћен као политичка сатира.

### Немачка
Главни чланак „Кабарет“ 
Према Сантијани, Ниче је заправо жестоки сатириста. Ничеова сатира је била усмерена на Лутеранизам.

## Британски медији
Уједињено Краљевство има дугу традицију политичке сатире која потичу још из првих година енглеске литературе. У неким делима као што су бројна дела Вилијама Шекспира може се приметити или макар извести сатира, укључујући „Ричарда III“, „Млетачког трговца“. Каснији класици као што су Џонатан Свифтов „Скромни предлог“ су више потпуни у њиховој сатиричној природи.
У модерно доба политичка сатира Уједињеног Краљевства укључује летке и новинске чланке као што су „Приватни детектив“, актуелни телевизијски шоу као што је „Имам вести за тебе“, и телевизијске серије као што је „Да министре“, „Кућа од карата“ и филмови „Густина“ и „Тори дечак“.

## На америчкој телевизији
На америчкој телевизији сатира се све више појављује током 1960-их година. Неке од првих емисија које су користиле политичку сатиру су обухватале британске и америчке верзије емисија „То је била недеља која је била“ (емитована на Америчкој радиодифузној компанији, односно на АБЦ-у, у Сједињеним Америчким Државама), ЦБС-ови „Сат комедије браћа смртници“ и НБЦ-ови „Смех Рована и Мартина". Током месеци у којима се водила предизборна кампања за председничке изборе 1968. године, Ричард Никсон се појавио у емисији „Смеј се“ и поновио програмску фразу „Закуцај ми то“. Други облици сатире 1960-их и раних 1970-их су се обично користили у ситком формату (комедија ситуације), као што је шоу „Све у породици“.
Када је емисија „Субота вече уживо“ дебитовала 1975, шоу је почео да мења начин на који комичари приказују председника на телевизији. Чеви Чејс је отворио четврту епизоду емисије са његовом имитацијом збуњеног Џералда Форда. Чејс није променио свој изглед да би изгледао као председник Форд, већ је приказао председника тако што је више пута пао на сцени. Још неке од имитација познатих председника у тој емисији биле су Ден Акројдове имитације Ричарда Никсона и Џимија Картера, Дејна Карвија као Џорџа Х. В. Буша, Дарел Хамонда као Била Клинтона, Вила Фарела као Џорџа В. Буша и Џеја Фароа као Барака Обаме. Хамонд је био први глумац који је имитирао Доналда Трампа, али сада га приказује Алек Болдвин.
Током председничке кампање 2008, емисија „Суботом увече уживо“ је стекла огромну пажњу, јер се бивша глумица Тина Феј вратила у емисију како би на сатиричан начин приказала републиканску потпредседничку кандидаткињу Сару Пејлин. Поред сличног физичког изгледа са Пејлиновом, имитација потпредседничке кандидаткиње је била такође вредна пажње због Фејине шаљиве употребе неких потпуно истих речи које Пејлинова користи у медијским интервјуима и говорним кампањама, као начина извођења политичке сатире.
„Субота увече уживо“ такође користи политичку сатиру током свог „Ажурирања викенда скице“. „Ажурирање викенда“ су сегменти лажних вести у емисији где се сатиризира политика и актуелни догађаји. То је био део СНЛ-а још од прве епизоде емисије, 11. октобра 1975. године.
„Дневни шоу“ и „Колбертов извештај“ користе стилске формате сличне „Дневном ажурирању“. У „Дневном шоу“, домаћин Џон Стјуарт је користио снимке из информативних емисија како би сатиризирао политику и медије. Стивен Колберт је у „Колбертовом извештају“, наступао у улози десничарског новинара. Обе телевизијске емисије су емитоване на Централној комедији, док је „Дневни шоу“ наставио са приказивањем заједно са новим водитељем. Са својим емисијама, Стјуарт и Колберт су допринели повећању јавних и академских расправа о значају политичке сатире.

## Утицај у политици

### Доприноси
Према налазима Истраживачког центра Пју из 2004. године, и млађа и старија публика се окрећу вечерњим хумористичким емисијама, не само јер је су оне извор забаве, већ и због могућности да стекну политичку свест. Из овог разлога, Џефри Бејм сугерише да емисије које користе политичку сатиру, као што је „Дневни шоу“, би требало посматрати као облик алтернативног новинарства.Коришћење сатире се показало као атрактиван додатак информационог програмирања, који утиче на јавност мање политичко ангажованог становништва. Штавише, сатирично представљање вести се сматра алтернативом, јер сатира игра важну улогу у критиковању власти.
У свом чланку „Дневни шоу“ под називом: Дискурзивна интеграција и реинвестирање политичких часописа, Бејм је детаљно објаснио како је „Дневни шоу“, са домаћином Џон Стјуартом, представио новости. За сатиричне вести, презентација информација на свеобухватан начин је коришћена како би гледаоцима дала бољу перспективу ситуације. Често је Стјуарт додавао својим сегментима додатне позадинске информације или подсетнике о релевантним и прошлим детаљима. На пример, Дневни шоу је приказао комплетан видео Бушових коментара у вези с оставком Тента 2004. године. Ово је био намерни избор емисије у покушају да се догађај што искреније представи.Штавише, то се може посматрати као изазов и критика свега онога што су традиционалне вести пропустиле да известе. На тај начин, вести о сатири се могу сматрати информативнијим него остали извори вести. Наиме, истраживачки налози објављени од стране Националне изборне анкете Аненберг (НАЕС), потврђују да су пратиоци сатиричних вести боље упознати и да знају више информација од већине популације.
У међувремену, Јосеф Фаина је размишљао о сатири која се користи у вестима као о представнику развоја јавне новинарске праксе. Фаина у свом чланку објашњава да природа сатире охрабрује гледаоце да постају политички ангажовани и грађански укључени , и у којем хумор који домаћин спроводи доноси гледаоцима одговоре. Међутим, Фаина је признао да је овај модел донекле идеалистичан. Ипак, Фаина тврди да потенцијал и даље постоји. Да не спомињемо, са побољшањем технологије и све већу присутност мобилних телефона, може се тврдити да је грађанско учешће све лакше остварити.

### Недоумице
Иако се сатира у вестима прославља као средство са којим се иде ка више информисаној публици, такав став није универзално подељен међу научницима. Критичари су изразили своју неодлучност према провлачењу безбедних пракси како би се прикриле тешке теме као што су политичке афере.Потенцијално сурови и вулгарни коментари које је рекао Стивен Колберт у Дневном шоу са Стивеном Колбертом или Самантом Би, домаћин потпуно суочавање са Самантом Би могу се искористити као примери око чега су критичари забринути. На том примеру се сматра да сатире смањују тежину теме.
Бејм предлаже да, пошто су ове емисије алтернативне, оне немају обавезу да се „придржавају стандардних пракси“. За разлику од традиционалних извора вести, који могу захтевати да се придржава одређени дневни ред, попут политичке припадности или ограничења оглашавања , домаћини сатиричких вести су слободни и ентузијастични да покажу личне доприносе кроз њихове наводе о презиру, мучењима и узбуђењу. Критичари сатире у вестима верују да ће преувеличано излагање и фрустрирани домаћини изазвати и оживети „цинизам у гледаоцима“.